# 다이렉트 스트림 디지털

DSD의 로고.

다이렉트 스트림 디지털(Direct Stream Digital, DSD)은 소니와 필립스가 슈퍼 오디오 CD(SACD)의 청취 가능한 신호를 디지털로 다시 만들어내는 자사의 시스템에 사용하는 상표명이다.

## 역사
DSD는 신호를 PCM 신호로 변환하는 처리를 적용하기 전에 델타-시그마 신호를 저장하는 방식이다. 델타-시그마 변환은 원래 1954년 C.C. Cutler가 신청한 특허 2,927,962에 기술되어 있었지만 1962년 Inose 등의 논문이 있기 전까지 정해둔 명칭은 없었다. 이전에 이러한 과정은 존재하지 않았고 의도는 보낸 그대로의 데이터를 오버샘플링하기 위한 것이었다. 실제로 오버샘플링된 델타-시그마 데이터를 처리하여 PCM 오디오로 변환하는 최초의 제안이 1969년 D.J. 굿먼의 논문 《아날로그의 PCM으로의 인코딩의 델타 변조의 응용》(The Application of Delta Modulation of Analog-to-PCM encoding)에 등장하였다.
나중에 DSD 기술은 오디오 CD의 설계사 소니와 필립스에 의해 개발, 상용화되었다. 그러나 2005년에 필립스는 차기 개발을 위해 DSD 도구 부문을 소닉 스튜디오에 판매하였다.

## DSD 테크닉
- 더블 레이트 DSD
- 쿼드 레이트 DSD
- 악튜플 레이트 DSD

## DSD 재생 옵션
- DSD 디스크 포맷
- DSD 오버 USB
- DSD-CD (CD-DA)